# Pachycondyla aciculata
Pachycondyla aciculata är en myrart som beskrevs av Carlo Emery 1901. Pachycondyla aciculata ingår i släktet Pachycondyla och familjen myror. Inga underarter finns listade i Catalogue of Life.